# 罗讷河畔圣克莱尔
罗讷河畔圣克莱尔（法語：Saint-Clair-du-Rhône，法語發音：[sɛ̃ klɛʁ dy ʁon]）是法国伊泽尔省的一个市镇，属于维埃纳区。

## 地理
罗讷河畔圣克莱尔（45°26'24"N, 4°46'23"E）面积7.16 平方千米，位于法国奥弗涅-罗讷-阿尔卑斯大区伊泽尔省，该省份为法国东南部内陆省份，北起顺时针与安省、萨瓦省、上阿尔卑斯省、德龙省、阿尔代什省、卢瓦尔省和罗讷省。
与罗讷河畔圣克莱尔接壤的市镇（或旧市镇、城区）包括：孔德里约、韦兰、圣普里姆、沙瓦奈、罗讷河畔圣米歇尔、瓦雷兹河畔克洛纳、莱罗什德孔德里约、罗讷河畔圣阿尔邦。

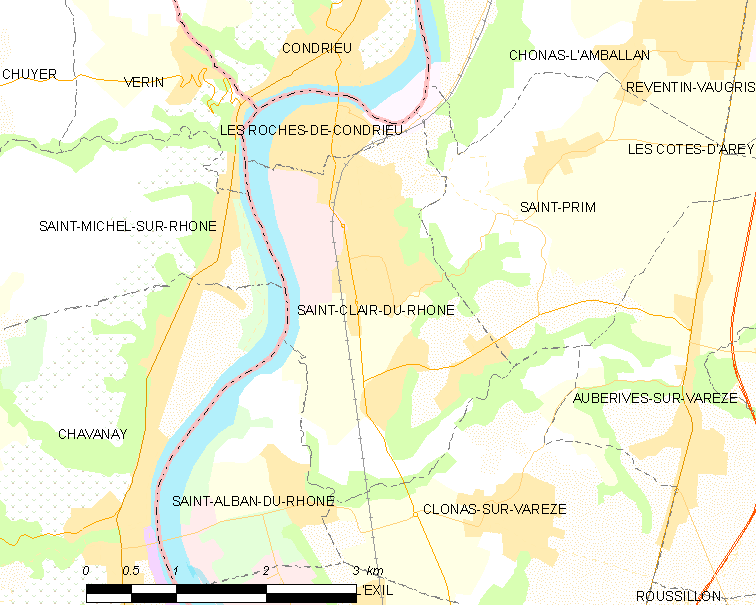
罗讷河畔圣克莱尔的OSM定位图

罗讷河畔圣克莱尔的时区为UTC+01:00、UTC+02:00（夏令时）。

## 行政
罗讷河畔圣克莱尔的邮政编码为38370，INSEE市镇编码为38378。

## 政治
罗讷河畔圣克莱尔所属的省级选区为维埃纳第二县。

## 人口

1962-2008年间罗讷河畔圣克莱尔人口变化图示

罗讷河畔圣克莱尔于2022年1月1日时的人口数量为3678人。

## 友好城市
- 義大利 马莫拉（2010年）